# 让-克里斯托夫·图弗内尔
让-克里斯托夫·图弗内尔（法語：Jean-Christophe Thouvenel，1958年10月8日—），法国男子足球运动员。他曾代表法国国家队参加1984年夏季奥林匹克运动会足球比赛，获得一枚金牌。